# Championnat des Amériques masculin de basket-ball des moins de 16 ans 2009
Navigation
Mexique 2011
Le championnat des Amériques masculin de basket-ball des moins de 16 ans 2009 se déroule à Mendoza en Argentine du 17 au 21 juin 2009. Il s'agit de la première édition de la compétition.

## Équipes participantes

### Qualifications
8 équipes, issues des différentes zones de qualification du Championnat des Amériques U16, sont qualifiées pour cette compétition.
| Mode de qualification                                                                  | Places | Nations qualifiées         |
| -------------------------------------------------------------------------------------- | ------ | -------------------------- |
| Hôte du championnat des Amériques U16 2009                                             | 1      | Argentine                  |
| Qualifications Championnat des Amériques U16 2009 (Zone Amérique du Nord)              | 2      | Canada États-Unis          |
| Qualifications Championnat des Amériques U16 2009 (Zone Amérique centrale et Caraïbes) | 3      | Bahamas Mexique Porto Rico |
| Qualifications Championnat des Amériques U16 2009 (Zone Amérique du Sud)               | 2      | Brésil Venezuela           |

## Rencontres

### Premier tour
Légende des classements
- Qualifié pour les demi-finales
- Qualifié pour les matches de classement

#### Groupe A
| Rang | Équipe     | Pts | J | G | P | Pp  | Pc  | Diff |  | Résultats (dom.\ext.) |   |        |        |        |
| ---- | ---------- | --- | - | - | - | --- | --- | ---- |  | --------------------- | - | ------ | ------ | ------ |
| 1    | États-Unis | 6   | 3 | 3 | 0 | 338 | 231 | 107  |  | États-Unis            |   | 102-76 | 126-73 | 110-82 |
| 2    | Venezuela  | 5   | 3 | 2 | 1 | 244 | 241 | 3    |  | Venezuela             | - |        | 87-81  | 81-58  |
| 3    | Porto Rico | 4   | 3 | 1 | 2 | 237 | 294 | -57  |  | Porto Rico            | - | -      |        | 83-81  |
| 4    | Brésil     | 3   | 3 | 0 | 3 | 221 | 274 | -53  |  | Brésil                | - | -      | -      |        |

#### Groupe B
| Rang | Équipe    | Pts | J | G | P | Pp  | Pc  | Diff |  | Résultats (dom.\ext.) |   |       |       |        |
| ---- | --------- | --- | - | - | - | --- | --- | ---- |  | --------------------- | - | ----- | ----- | ------ |
| 1    | Argentine | 6   | 3 | 3 | 0 | 277 | 188 | 89   |  | Argentine             |   | 87-81 | 84-35 | 106-72 |
| 2    | Canada    | 5   | 3 | 2 | 1 | 259 | 200 | 59   |  | Canada                | - |       | 90-44 | 88-69  |
| 3    | Mexique   | 4   | 3 | 1 | 2 | 163 | 247 | -84  |  | Mexique               | - | -     |       | 84-73  |
| 4    | Bahamas   | 3   | 3 | 0 | 3 | 214 | 278 | -64  |  | Bahamas               | - | -     | -     |        |

### Tableau final
|  | Demi-finales | Demi-finales | Demi-finales | Demi-finales |                               |           | Finale       | Finale       | Finale       | Finale       |
|  |              |              |              |              |                               |           |              |              |              |              |
|  | 20 juin 2009 | 20 juin 2009 | 20 juin 2009 | 20 juin 2009 |                               |           | 21 juin 2009 | 21 juin 2009 | 21 juin 2009 | 21 juin 2009 |
|  | B1           | Argentine    | 66           | 66           |                               |           | 21 juin 2009 | 21 juin 2009 | 21 juin 2009 | 21 juin 2009 |
|  | B1           | Argentine    | 66           | 66           |                               |           | 21 juin 2009 | 21 juin 2009 | 21 juin 2009 | 21 juin 2009 |
|  | A2           | Venezuela    | 58           | 58           |                               |           | 21 juin 2009 | 21 juin 2009 | 21 juin 2009 | 21 juin 2009 |
|  | A2           | Venezuela    | 58           | 58           | Argentine                     | Argentine | 87           | 87           |              |              |
|  | 20 juin 2009 |              |              |              | Argentine                     | Argentine | 87           | 87           |              |              |
|  |              |              | États-Unis   | États-Unis   | 101                           | 101       |              |              |              |              |
|  | A1           | États-Unis   | États-Unis   | États-Unis   | 101                           | 101       | 126          | 126          |              |              |
|  | A1           | États-Unis   |              |              |                               |           |              | 126          |              |              |
|  | B2           | Canada       | 78           | 78           |                               |           |              |              |              |              |
|  | B2           | Canada       | 78           | 78           | Match pour la troisième place |           |              |              |              |              |
|  |              |              |              |              |                               |           |              |              |              |              |
|  | 21 juin 2009 |              |              |              |                               |           |              |              |              |              |
|  | Venezuela    | Venezuela    | 81           | 81           |                               |           |              |              |              |              |
|  | Venezuela    | Venezuela    | 81           | 81           |                               |           |              |              |              |              |
|  | Canada       | Canada       | 106          | 106          |                               |           |              |              |              |              |
|  | Canada       | Canada       | 106          | 106          |                               |           |              |              |              |              |

### Matches de classement

#### Matches pour la5eplace
|  | Tour de classement 5e - 8e | Tour de classement 5e - 8e | Tour de classement 5e - 8e | Tour de classement 5e - 8e |                        |            | Match pour la 5e place | Match pour la 5e place | Match pour la 5e place | Match pour la 5e place |
|  |                            |                            |                            |                            |                        |            |                        |                        |                        |                        |
|  | 20 juin 2009               | 20 juin 2009               | 20 juin 2009               | 20 juin 2009               |                        |            | 21 juin 2009           | 21 juin 2009           | 21 juin 2009           | 21 juin 2009           |
|  | Porto Rico                 | Porto Rico                 | 82                         | 82                         |                        |            | 21 juin 2009           | 21 juin 2009           | 21 juin 2009           | 21 juin 2009           |
|  | Porto Rico                 | Porto Rico                 | 82                         | 82                         |                        |            | 21 juin 2009           | 21 juin 2009           | 21 juin 2009           | 21 juin 2009           |
|  | Bahamas                    | Bahamas                    | 74                         | 74                         |                        |            | 21 juin 2009           | 21 juin 2009           | 21 juin 2009           | 21 juin 2009           |
|  | Bahamas                    | Bahamas                    | 74                         | 74                         | Porto Rico             | Porto Rico | 79                     | 79                     |                        |                        |
|  | 20 juin 2009               |                            |                            |                            | Porto Rico             | Porto Rico | 79                     | 79                     |                        |                        |
|  |                            |                            | Brésil                     | Brésil                     | 82                     | 82         |                        |                        |                        |                        |
|  | Mexique                    | Mexique                    | Brésil                     | Brésil                     | 82                     | 82         | 80                     | 80                     |                        |                        |
|  | Mexique                    | Mexique                    |                            |                            |                        |            |                        | 80                     |                        |                        |
|  | Brésil                     | Brésil                     | 83                         | 83                         |                        |            |                        |                        |                        |                        |
|  | Brésil                     | Brésil                     | 83                         | 83                         | Match pour la 7e place |            |                        |                        |                        |                        |
|  |                            |                            |                            |                            |                        |            |                        |                        |                        |                        |
|  | 21 juin 2009               |                            |                            |                            |                        |            |                        |                        |                        |                        |
|  | Bahamas                    | Bahamas                    | 87                         | 87                         |                        |            |                        |                        |                        |                        |
|  | Bahamas                    | Bahamas                    | 87                         | 87                         |                        |            |                        |                        |                        |                        |
|  | Mexique                    | Mexique                    | 83                         | 83                         |                        |            |                        |                        |                        |                        |
|  | Mexique                    | Mexique                    | 83                         | 83                         |                        |            |                        |                        |                        |                        |

## Classement final
| Place                        | Équipe     | Vict.-Déf. |
| ---------------------------- | ---------- | ---------- |
| Médaille d'or, Amérique      | États-Unis | 5 - 0      |
| Médaille d'argent, Amérique  | Argentine  | 4 - 1      |
| Médaille de bronze, Amérique | Canada     | 3 - 2      |
| 4                            | Venezuela  | 2 - 3      |
| 5                            | Brésil     | 2 - 3      |
| 6                            | Porto Rico | 2 - 3      |
| 7                            | Bahamas    | 1 - 4      |
| 8                            | Mexique    | 1 - 4      |

- Qualification pour la Coupe du Monde U17 2010

## Leaders statistiques

### Points
| Place | Nom             | Équipe     | PPM  |
| ----- | --------------- | ---------- | ---- |
| 1     | Michael Carey   | Bahamas    | 21,8 |
| 2     | Gary Browne     | Porto Rico | 21,2 |
| 3     | Bradley Beal    | États-Unis | 19,0 |
| 4     | Kevin Pangos    | Canada     | 18,4 |
| 5     | Michael Carrera | Venezuela  | 18,2 |

### Rebonds
| Place | Nom                  | Équipe     | RPM  |
| ----- | -------------------- | ---------- | ---- |
| 1     | Micgael Carrera      | Venezuela  | 15,8 |
| 2     | Wanaah Bail          | Bahamas    | 14,2 |
| 3     | Michael Carey        | Bahamas    | 10,2 |
| 4     | Johnny O'Bryant III  | États-Unis | 9,8  |
| 5     | James Michael McAdoo | États-Unis | 8,6  |

### Passes décisives
| Place | Nom             | Équipe     | PDPM |
| ----- | --------------- | ---------- | ---- |
| 1     | Quinn Cook      | États-Unis | 5,0  |
| 2     | Kevin Pangos    | Canada     | 3,8  |
| 3     | Gustavo Scaglia | Brésil     | 3,6  |
| 4     | Freddy Torres   | Venezuela  | 3,4  |
| 5     | Michael Carey   | Bahamas    | 3,2  |

### Contres
| Place | Nom                  | Équipe     | CPM |
| ----- | -------------------- | ---------- | --- |
| 1     | Wanaah Bail          | Bahamas    | 3,0 |
| 2     | Michael Carrera      | Venezuela  | 2,2 |
| 3     | James Michael McAdoo | États-Unis | 2,0 |
| 3     | Emanuel Pellot       | Porto Rico | 2,0 |
| 5     | Anthony Bennett      | Canada     | 1,8 |
| 5     | Andre Drummond       | États-Unis | 1,8 |
| 5     | Johnny O'Bryant III  | États-Unis | 1,8 |

### Interceptions
| Place | Nom                | Équipe     | IPM |
| ----- | ------------------ | ---------- | --- |
| 1     | Gary Browne        | Porto Rico | 3,6 |
| 2     | Garth Brown        | Bahamas    | 3,2 |
| 2     | Kevin Pangos       | Canada     | 3,2 |
| 4     | Luciano Massarelli | Argentine  | 2,6 |
| 5     | Carmelo Betancourt | Porto Rico | 2,2 |
| 5     | Freddy Torres      | Venezuela  | 2,2 |

## Récompenses
MVP de la compétition (meilleur joueur) Bradley Beal